# Instytut Biologii Medycznej Polskiej Akademii Nauk
Instytut Biologii Medycznej PAN (dawn. Centrum Biologii Medycznej PAN) – instytut naukowy Polskiej Akademii Nauk z siedzibą w Łodzi.

## Historia
W 1959 powołano w Łodzi Zakład Fizjologii PAN, przemianowany w 1971 na Zakład Amin Biogennych PAN, który włączono do Centrum Badań Molekularnych i Makromolekularnych PAN. ZAB PAN przekształcono w 1981 w samodzielną placówkę. W 1987 powołano Centrum Mikrobiologii i Wirusologii PAN, przenosząc je w 1994 do gmachu przy ul. Lodowej 106 w Łodzi.
Centrum Biologii Medycznej PAN utworzono 1 lipca 2003, łącząc Centrum Mikrobiologii i Wirusologii PAN oraz Zakład Amin Biogennych PAN. CBM PAN rozpoczęło działalność 1 stycznia 2004. W 2007 Instytut uzyskał uprawnienia do nadawania stopnia naukowego doktora nauk medycznych w dyscyplinie biologia medyczna, w 2008 zaś CBM PAN przekształcono Instytut Biologii Medycznej PAN.

## Instytut

### Dyrektorzy
- Jarosław Dziadek (od 2013)[2][3]

### Struktura
- Pracownia Genetyki i Fizjologii Mycobacterium (kierownik: prof. dr hab. Jarosław Dziadek)
- Pracownia Genetyki Molekularnej – (kierownik: dr hab. Paweł Parniewski, prof. IBM PAN)
- Pracownia Immunobiologii Zakażeń – (kierownik: dr hab. Maciej Cedzyński, prof. IBM PAN)
- Pracownia Biologii Molekularnej i Komórkowej – (kierownik: prof. dr hab. Magdalena Klink)
- Pracownia Immunologii Komórkowej – (kierownik: prof. dr hab. Jarosław Dastych)
- Pracownia Sygnalizacji Komórkowej – (kierownik: dr hab. Joanna Boncela, prof. IBM)
- Pracownia Regulacji Transkrypcyjnej – (kierownik: dr hab. Łukasz Pułaski, prof. IBM PAN)
- Pracownia Chemii Medycznej – (kierownik: prof. dr hab. Zbigniew J. Leśnikowski)
- Pracownia Epigenetyki – (kierownik: dr hab. Marcin Ratajewski, prof. IBM PAN)
- Pracownia Wirusologii – (kierownik: dr hab. Edyta Paradowska, prof. IBM PAN)
- Laboratorium Skriningowe – (kierownik: dr hab. Agnieszka Olejniczak, prof. IBM PAN)
- Laboratorium Modelowania molekularnego – (kierownik: dr Rafał Bachorz)[4]

### Przedmiot badań
Instytut prowadzi działania naukowe, skupiające się na wyjaśnianiu mechanizmów molekularnych procesów fizjologicznych i patofizjologicznych oraz biotechnologii medycznej. Prowadzi badania podstawowe i aplikacyjne, szczególnie w zakresie biologii i biotechnologii medycznej badań relacji organizm-środowisko oraz badań na styku patogen-gospodarz.